# Coppa delle Nazioni Juniors UCI 2015
La Coppa delle Nazioni Juniors UCI 2015 è stata l'ottava edizione della competizione organizzata dalla Unione Ciclistica Internazionale, riservata agli atleti con meno di 19 anni. Comprendeva tredici gare ed era riservata alle squadre nazionali.

## Calendario
| Data         | Gara                                           | Vincitore       | Vincitore (Nazioni) | Leader (Nazioni) |
| ------------ | ---------------------------------------------- | --------------- | ------------------- | ---------------- |
| 10 febbraio  | Campionati asiatici-Prova in linea Juniors     | Keitaro Sawada  | Giappone            | Giappone         |
| 12 febbraio  | Campionati africani-Prova in linea Juniors     | Chokri Al Mehdi | Marocco             | Giappone         |
| 12 aprile    | Paris-Roubaix Juniors                          | Bram Welten     | Paesi Bassi         | Paesi Bassi      |
| 19 aprile    | Campionati panamericani-Prova in linea Junior  | Luis Villalobos | Messico             | Paesi Bassi      |
| 7-10 maggio  | Corsa della Pace Juniors                       | Brandon McNulty | Stati Uniti         | Stati Uniti      |
| 23-24 maggio | Trophée Centre Morbihan                        | Anthon Charmig  | Danimarca           | Danimarca        |
| 28-31 maggio | Tour du Pays de Vaud                           | Adrien Costa    | Stati Uniti         | Stati Uniti      |
| 5-7 giugno   | Trofeo Karlsberg                               | Patrick Haller  | Belgio              | Stati Uniti      |
| 11-12 luglio | Grand Prix Général Patton                      | Marc Hirschi    | Germania            | Stati Uniti      |
| 21-26 luglio | Tour de l'Abitibi                              | Adrien Costa    | Stati Uniti         | Stati Uniti      |
| 8 agosto     | Campionati europei-Prova in linea Juniors      | Alan Banaszek   | Belgio              | Stati Uniti      |
| 23 settembre | Campionati del mondo-Prova a cronometro Junior | Leo Appelt      | Stati Uniti         | Stati Uniti      |
| 27 settembre | Campionati del mondo-Prova in linea Junior     | Felix Gall      | Danimarca           | Stati Uniti      |

## Classifica
Risultati finali.
| Pos. | Nazione     | Punti |
| ---- | ----------- | ----- |
| 1    | Stati Uniti | 371   |
| 2    | Belgio      | 228   |
| 3    | Danimarca   | 220   |
| 4    | Francia     | 203   |
| 5    | Germania    | 183   |
| 6    | Svizzera    | 153   |
| 7    | Italia      | 139   |
| 8    | Paesi Bassi | 124   |
| 9    | Russia      | 95    |
| 10   | Norvegia    | 70    |